# أحمد العجمي (شاعر)
أحمد العجمي شاعر معاصر من البحرين ولد عام 1958، في الدراز عضو أسرة الأدباء والكتاب بالبحرين، يعمل أميناً لمكتبة المكتب التنفيذي لمجلس وزراء العمل بدول مجلس التعاون.

## الإصدارات
- إنما هي جلوة ورؤى، شعر، البحرين، 1987.
- نسل المصابيح، شعر، المركز العربي لتوزيع المطبوعات، بيروت، 1990.
- المناسك القرمزية، شعر، البحرين، 1993.
- زهرة الروع، شعر، البحرين، 1999.
- العاشق، شعر، دار الكنوز الأدبية، بيروت، 1997.
- ربما أنا، شعر، دار الكنوز الأدبية، بيروت، 1999.
- مساء في يدي ، المؤسسة العربية للدراسات والنشر، 2003.
- كاكاو، 2006.
- أرى الموسيقى، 2007.
- بانتظار الأكسجين، 2007. (ثقافة)
- تفاحة أو قلب، 2008.
- عند حافة الفم، 2009.
- كأنه الحب، 2009.
- مزامير العدم، 2007.